# David Adekola
David Adeolu Adekola (Lagos, 18 maggio 1968) è un ex calciatore nigeriano, di ruolo attaccante.

## Carriera

### Club
Tra il 1987 ed il 1990 gioca nella prima divisione nigeriana con il Julius Berger.
Nel gennaio del 1993 si trasferisce in Inghilterra, al Bury, club della quarta divisione inglese; dopo aver segnato 12 reti in 35 presenze nel febbraio del 1994 passa in prestito all'Exeter City, con cui realizza una rete in 3 presenze sempre in quarta divisione. Nel corso della stagione 1994-1995 continua a giocare in Inghilterra, vestendo ben 5 diverse maglie nel corso della medesima stagione: gioca infatti una partita in terza divisione con il Bournemouth, 4 presenze in quarta divisione con il Wigan, 2 presenze in quinta divisione con l'Halifax Town e 7 partite in quinta divisione con il Bath City, con cui realizza le sue uniche 2 reti stagionali (il quinto club di cui è tesserato è l'Hereford Utd, militante in quarta divisione, con il quale non scende però mai in campo in partite ufficiali). Nella stagione 1995-1996 dopo aver realizzato una rete in 4 presenze in quarta divisione con il Cambridge Utd si trasferisce al Bishop's Stortford, in sesta divisione, per poi concludere la stagione nella quinta divisione tedesca con la maglia del BFC Preußen Berlin. Nella stagione 1996-1997 trascorre un altro periodo in Germania, giocando in quarta divisione con il Viktoria Colonia, per poi tornare a chiudere la stagione in Inghilterra, dove gioca una partita in quarta divisione con il Brighton.
Continua poi a giocare nelle serie minori inglesi fino al termine della stagione 2000-2001, giocando sempre in sesta divisione con le maglie di Billericay Town, Slough Town, Walton & Hersham FC ed Hendon.

### Nazionale
Nel 1987 ha partecipato ai Mondiali Under-20, nei quali ha realizzato una rete in 3 presenze.
Tra il 1989 ed il 1991 ha giocato 2 partite nella nazionale nigeriana, con cui all'esordio ha anche segnato una rete, in una partita di qualificazione alla Coppa d'Africa contro la Guinea.